# Jürgen Albert Junker
Jürgen Albert Junker (* 1969 in Aschaffenburg) ist ein deutscher Banken- und Versicherungsmanager und seit 2017 Vorstandsvorsitzender des Finanzdienstleistungskonzerns Wüstenrot & Württembergische AG in Stuttgart.

## Werdegang
Junker absolvierte von 1989 bis 1991 eine Ausbildung zum Bankkaufmann bei der Dresdner Bank in Aschaffenburg. Anschließend studierte er bis 1997 an der Fernuniversität in Hagen Betriebswirtschaftslehre mit dem Abschluss Diplom-Kaufmann. Seiner Tätigkeit bei der Dresdner Bank in Frankfurt am Main, London und Tokio folgte ein Zwischenspiel von zwei Jahren (2000, 2001) bei Perot Systems Frankfurt und Dallas. Danach verschiedene Tätigkeiten bei der VHV Gruppe, wo er seit 2007 das Vorstandsressort Vertrieb, Konzernbeteiligungen und den Schwerpunkt Digitalisierung im Vertrieb leitete.
Seit April 2016 ist Junker Mitglied des Vorstands und seit Januar 2017 Vorstandsvorsitzender der Wüstenrot & Württembergische AG. Anschließend initiierte er die Digitalisierung des Geschäftsmodells des Finanzdienstleistungskonzerns durch die Schaffung einer entsprechenden Tochtergesellschaft, aber auch durch die Einführung der digitalen Versicherungsmarke „Adam Riese“ und des digitalen Immobilienfinanzierungsberaters „Nist“. Im September des Jahres wurde er zusammen mit dem Vorstandsvorsitzenden der Münchener Rück Joachim Wenning neu ins Präsidium des Gesamtverbandes der Deutschen Versicherungswirtschaft (GDV) gewählt.

## Mitgliedschaften
- Mitglied im Kuratorium der Staatsgalerie Stuttgart[4]
- Mitglied im Kuratorium der Pinakothek der Moderne München[5]
- Mitglied im Kuratorium des Baden-Badener Festspielhauses[6]
- Mitglied im Kuratorium der Akademie für gesprochenes Wort, Stuttgart[7]
- Mitglied im Beirat der LBBW
- Aufsichtsratsvorsitzender der Wüstenrot Bausparkasse AG, Ludwigsburg[8]
- Aufsichtsratsvorsitzender der Württembergische Lebensversicherung AG, Stuttgart[9]
- Aufsichtsratsvorsitzender der Württembergische Versicherung AG, Stuttgart[10]
- Mitglied im Aufsichtsrat der Privatstiftung der Gemeinschaft der Freunde Wüstenrot, Salzburg
- Mitglied im Aufsichtsrat der Wüstenrot Wohnungswirtschaft reg.Gen.m.b.H., Salzburg